# Zhuge Dan
Zhuge Dan (... – 258) è stato un generale cinese di Wei.
Aiutò a sedare la ribellione di Guanqiu Jian(毌丘儉) contro Wei nel 255. Più tardi si ribellò lui stesso al regno Wei per ragioni simili a quelle di Guanqiu Jian, poiché pensava che il clan Sima stesse cercando di usurpare la dinastia Wei. Zhuge Dan inviò uno dei suoi figli da Wu e ricevette aiuto da loro. Comunque, la sua rivolta fallì e rimase ucciso. Il figlio di Zhuge Dan, Zhuge Jing (诸葛靓), fuggì da Wu e qui divenne un importante ufficiale e dopo la distruzione di Wu da parte della Dinastia Jìn (265-420), fuggì, rifiutando di servire Jin perché suo padre era stato ucciso dal clan Sima. Comunque, il figlio di Zhuge Jing, Zhuge Hui (诸葛恢), nipote di Zhuge Dan, servì alla corte imperiale di Jin.